# 松村昌子
松村 昌子（まつむら まさこ、1965年7月28日 - ）は、東京都出身の競艇選手。登録番号3225。身長158cm。血液型O型。57期。東京支部所属。同期に亀本勇樹、小畑実成、山川美由紀らがいる。旧姓は中村。一時三品隆浩(登録番号3202)と結婚し、三品 昌子で登録されていた時期があった。

## 来歴
- 1985年11月、デビュー。
- 1990年9月、津競艇場で初優出。
- 1995年2月、住之江競艇場で初優勝。
- 2000年2月29日、丸亀競艇場でのJAL女子王座決定戦競走にG1初出場。
- 2001年7月17日、平和島競艇場での女子リーグ第9戦で優勝。
- 2010年1月11日、尼崎競艇場での「日本財団会長杯争奪　福娘選抜オール女子戦」で優勝（通算3回目）。